# Gabriele Vonnekold
Gabriele Vonnekold (* 11. April 1952 in Berlin-Neukölln; † 30. September 2024) war eine deutsche Politikerin (AL, Bündnis 90/Die Grünen).

## Leben und Beruf
Vonnekolds Eltern waren bei der BVG tätig. Sie besuchte die Fritz-Karsen-Schule in Britz und legte dort das Abitur ab. Anschließend studierte sie Germanistik und Politologie und absolvierte das Referendariat für das höhere Lehramt. Später folgte eine Zusatzausbildung zur Personalreferentin. Hauptsächlich war die im kaufmännischen Bereich tätig, so etwa als Filialleiterin einer Buchhandelskette, als Bewerbungstrainerin für Schwerbehinderte sowie im Finanzmanagement sozialer Projekte.

## Politik
Vonnekold war Gründungsmitglied der Alternativen Liste für Demokratie und Umweltschutz.
Bei der Wahl 1981 wurde sie in die Bezirksverordnetenversammlung von Neukölln gewählt. Dort übernahm sie den Fraktionsvorsitz und war damit die erste Vorsitzende einer AL-Fraktion in der Neuköllner BVV. 1983 schied sie aufgrund des Rotationsprinzips aus der BVV aus. 1985 kandidierte sie für das Abgeordnetenhaus. Am 21. April 1987 rückte sie durch das Rotationsprinzip nach und gehörte dem Parlament bis zur Wahl 1989 an.
Von 1998 bis 2000 war sie Vorstandssprecherin des Grünen-Kreisverbandes Neukölln.
Bei der Wahl 2001 wurde sie erneut in die Neuköllner BVV gewählt und dort erneut Fraktionsvorsitzende. 2006 wurde sie zur Stadträtin für Jugend gewählt. 2011 wurde sie erneut aufgestellt, aber nicht wiedergewählt. Dafür übernahm sie wieder den Fraktionsvorsitz. Nach der Wahl 2021 schied sie aus der BVV aus.